# Skyltagölen
Skyltagölen är en sjö i Sävsjö kommun i Småland och ingår i Emåns huvudavrinningsområde.